# 양주 청련사 산신도
양주 청련사 산신도(楊州 靑蓮寺 山神圖)는 대한민국 경기도 양주시 장흥면, 청련사에 있는 산신도이다. 2018년 4월 30일 문화재 지정 예고를 거쳐, 2018년 9월 10일 경기도의 유형문화재 제343호로 지정되었다.

## 지정 사유
19세기 후반 산신도상의 정형화를 보여주는 작품으로 호랑이를 타고 있는 기호형(騎虎形)이 아니라 호랑이와 함께 앉아 있는 형태를 보인다. 조성시기와 제작처가 분명하고, 20세기 초 불화의 명인으로 알려졌던 축연의 초기 작품이라는 점에서 학술적 가치를 보유하고 있다.

## 같이 보기
- 청련사

## 참고 문헌
- 양주 청련사 산신도 - 국가유산청 국가유산포털